# Jetsonowie
Jetsonowie (ang. The Jetsons) – amerykański serial animowany, jedna z najbardziej znanych w Polsce produkcji wytwórni Hanna-Barbera. Został wymyślony jako dokładne przeciwieństwo Flintstonów – o ile bohaterowie tamtego serialu byli jaskiniowcami, Jetsonowie żyją w odległej przyszłości, gdzieś w latach 60. XXI wieku. Według pierwotnego zamysłu producentów, akcja miała się rozgrywać dokładnie 100 lat od premiery serialu, czyli w roku 2062.
Pierwsza seria była produkowana w latach 1962–1963. Zrealizowano wtedy 24 odcinki. Po 22 latach produkcję wznowiono – w latach 1984–1987 powstało jeszcze 51 odcinków. Przez cały czas istnienia serialu prawa do jego premierowych emisji na rynku amerykańskim posiadała sieć ABC.
W Polsce w pierwszej połowie lat 60. pojawili się w polskiej telewizji po raz pierwszy (z lektorem, bez dubbingu). W 1965 (lipiec-wrzesień) w programie podawano polski tytuł Przygody rodziny Odrzutowskich.
Od 1 czerwca 1998 do 7 listopada 2005 roku można było oglądać serial na antenie Cartoon Network, a od 5 czerwca 2005 do 28 grudnia 2014 roku emitowany był przez stację Boomerang.
Wcześniej można było również oglądać ten serial na kasetach VHS z dubbingiem (w wersji ocenzurowanej)  tworzonym przez Polskie Nagrania oraz w TVP2, początkowo w bloku dla dzieci w wieku przedszkolnym i wczesnoszkolnym Godzina z Hanna-Barbera / Spotkanie z Hanna-Barbera w wersji z lektorem, a od 19 lutego 2000 r. już w bloku dla widzów w wieku szkolnym i gimnazjalnym Hanna-Barbera w Dwójce z polskim dubbingiem. Od 1 marca 2010 roku serial pojawił się w TV Puls w dziecięco-młodzieżowym paśmie „Junior TV”.
Stworzono również kilka filmów z rodziną Jetsonów. Wśród nich są m.in.:
- Jetsonowie spotykają Flintstonów (ang. The Jetsons Meet the Flintstones, 1987) – emitowany w kinie Boomerang oraz w Kinie Cartoon Network; wersja polska,
- Judy Jetson i Rockersi (ang. Rockin’ with Judy Jetson, 1988) – emitowany w kinie Boomerang oraz w Kinie Cartoon Network; wersja polska,
- Na orbitującej asteroidzie (ang. Jetsons: The Movie, 1990).
- Jetsonowie i WWE: Robo-WrestleMania (ang. The Jetsons & WWE: Robo-WrestleMania, 2017).

Na podstawie serialu powstała gra The Jetsons: Invasion of the Planet Pirates.

## Fabuła
Rok 2061, miasto Orbit City. Pracownik firmy „Kosmiczne koła zębate”, George Jetson, mieszka w Okrąglaku wraz ze swoją żoną Jane, czternastoletnią córką Judy, ośmioletnim synem Elroyem, szarym dogiem niemieckim Astro i służącą-robotem Rosie. Razem przeżywają wiele przygód.

## Postacie

### Postacie pierwszoplanowe
- George Jetson – głowa rodziny Jetsonów. Straszny pechowiec, próbujący zrobić wrażenie na swoim szefie zawsze z nie najlepszym skutkiem.
- Jane Jetson – żona George’a. Codziennie odwiedza salon piękności.
- Judy Jetson – nastoletnia córka Jetsonów. Jest na bieżąco z gwiazdami ówczesnego świata.
- Elroy Jetson – syn Jetsonów. Wynalazca, najlepszy w swojej klasie.
- Rosie – gosposia-robot Jetsonów.
- Astro – mówiący, ale jednocześnie sepleniący i lekkomyślny pies Jetsonów rasy dog niemiecki, ukochany pupil i królik doświadczalny Elroya.
- Kosmo Kosmoski – dyrektor firmy Kosmiczne koła zębate, szef George’a Jetsona.
- Stella Kosmoska – żona Kosma Kosmoskiego.
- Artur Kosmoski – syn Kosmoskich.
- Zero – pies Kosmoskich.

### Postacie drugoplanowe
- Orbitek – małe stworzonko, pupil Jetsonów. Wygląda jak zabawka na sprężynach.
- Słoneczny – dyrektor firmy Kosmiczne tryby, odwieczny rywal Kosmoskiego.
- Henry Kometa – mechanik, który często naprawia coś u Jetsonów. Miły kawaler.

## Spis odcinków
| Nr             | Polski tytuł                      | Angielski tytuł                         |
| -------------- | --------------------------------- | --------------------------------------- |
|                |                                   |                                         |
| SERIA PIERWSZA |                                   |                                         |
|                |                                   |                                         |
| 01             | Robot Rosie                       | Rosie The Robot                         |
|                |                                   |                                         |
| 02             | Wieczór z Jetem Screamerem        | A Date With A Jet Screamer              |
|                |                                   |                                         |
| 03             | Kosmiczny samochód                | The Space Car                           |
|                |                                   |                                         |
| 04             | Przybycie Astro                   | The Coming Of Astro                     |
|                |                                   |                                         |
| 05             | Wieczorne wyjście Jetsonów        | Jetsons' Nite Out                       |
|                |                                   |                                         |
| 06             | Wycieczka kosmo-skautów           | The Good Little Scouts                  |
|                |                                   |                                         |
| 07             | Fruwające ubranko                 | The Flying Suit                         |
|                |                                   |                                         |
| 08             | Chłopak Rosie                     | Rosie’s Boyfriend                       |
|                |                                   |                                         |
| 09             | Elroy gwiazdą telewizji           | Elroy’s TV Show                         |
|                |                                   |                                         |
| 10             | Uniblab                           | Uniblab                                 |
|                |                                   |                                         |
| 11             | Wizyta dziadka                    | A Visit From Grandpa                    |
|                |                                   |                                         |
| 12             | Wielka tajemnica Astro            | Astro’s Top Secret                      |
|                |                                   |                                         |
| 13             | Las Venus                         | Las Venus                               |
|                |                                   |                                         |
| 14             | Kumpel Elroya                     | Elroy’s Pal                             |
|                |                                   |                                         |
| 15             | Test Pilota                       | Test Pilot                              |
|                |                                   |                                         |
| 16             | Astro milionerem                  | Millionaire Astro                       |
|                |                                   |                                         |
| 17             | Mały człowiek                     | The Little Man                          |
|                |                                   |                                         |
| 18             | Jane uczy się jeździć             | Jane’s Driving Lesson                   |
|                |                                   |                                         |
| 19             | Rezerwista Jetson                 | G.I. Jetson                             |
|                |                                   |                                         |
| 20             | Miss Układu Słonecznego           | Miss Solar System                       |
|                |                                   |                                         |
| 21             | Własność prywatna                 | Private Property                        |
|                |                                   |                                         |
| 22             | Turystyczna planeta               | Dude Planet                             |
|                |                                   |                                         |
| 23             | Być gwiazdą albo nie być          | TV or Not TV                            |
|                |                                   |                                         |
| 24             | Banda Elroya                      | Elroy’s Mob                             |
|                |                                   |                                         |
| SERIA DRUGA    |                                   |                                         |
|                |                                   |                                         |
| 25             | Nie przeciążaj komputera          | High Tech Wreck                         |
|                |                                   |                                         |
| 26             | Malutkie kłopoty                  | Little Bundle Of Trouble                |
|                |                                   |                                         |
| 27             | Odjazdowy ojciec                  | Far-Out Father                          |
|                |                                   |                                         |
| 28             | Elroy w Krainie Fantazji          | Elroy In Wonderland                     |
|                |                                   |                                         |
| 29             | Szwajcarska rodzina Jetsonów      | The Swiss Family Jetsons                |
|                |                                   |                                         |
| 30             | Kłopoty z Rozi                    | Rip-off Rosie                           |
|                |                                   |                                         |
| 31             | Wielkie wyzwanie                  | Team Spirit                             |
|                |                                   |                                         |
| 32             | Planeta Fantazji                  | Fantasy Planet                          |
|                |                                   |                                         |
| 33             | Wycieczka (VHS: Weekend)          | The Vacation                            |
|                |                                   |                                         |
| 34             | Space Bong                        | Space Bong                              |
|                |                                   |                                         |
| 35             | Polowanie na przebranie           | Haunted Halloween                       |
|                |                                   |                                         |
| 36             | Wielki dzień w życiu Astro        | Astro’s Big Moment                      |
|                |                                   |                                         |
| 37             | Kolęda Jetsona                    | A Jetson Christmas Carol                |
|                |                                   |                                         |
| 38             | Zemsta robota                     | Robot’s Revenge                         |
|                |                                   |                                         |
| 39             | Mówienie prawdy                   | To Tell The Truth                       |
|                |                                   |                                         |
| 40             | Sekretny ślub Judy                | Judy’s Elopement                        |
|                |                                   |                                         |
| 41             | Mały George                       | Boy George                              |
|                |                                   |                                         |
| 42             | Człowiek stulecia                 | The Century’s Best                      |
|                |                                   |                                         |
| 43             | Nowy przyjaciel Elroya            | Elroy Meets Orbitty                     |
|                |                                   |                                         |
| 44             | Rosie wróć do domu                | Rosie Come Home                         |
|                |                                   |                                         |
| 45             | Kosmiczna kradzież                | Solar Snoops                            |
|                |                                   |                                         |
| 46             | Przyjęcie urodzinowe Judy         | Judy’s Birthday Surprise                |
|                |                                   |                                         |
| 47             | SuperGeorge                       | SuperGeorge                             |
|                |                                   |                                         |
| 48             | Rodzinne potyczki                 | Family Fallout                          |
|                |                                   |                                         |
| 49             | Powróćmy i odmieńmy świat         | Instant Replay                          |
|                |                                   |                                         |
| 50             | Pchły uciekinierki                | Fugitive Fleas                          |
|                |                                   |                                         |
| 51             | Kto pod kim dołki kopie…          | S.M.A.S.H.                              |
|                |                                   |                                         |
| 52             | Popołudnie pod psem               | Dog Daze Afternoon                      |
|                |                                   |                                         |
| 53             | Strajk                            | One Strike You’re Out                   |
|                |                                   |                                         |
| 54             | Dzień matki dla Rosie             | Mother’s Day For Rosie                  |
|                |                                   |                                         |
| 55             | Kuzyn                             | S’no Relative                           |
|                |                                   |                                         |
| 56             | Potańcówka                        | Dance Time                              |
|                |                                   |                                         |
| 57             | Miliony Jetsona                   | Jetson’s Millions                       |
|                |                                   |                                         |
| 58             | Judy wróć do nas                  | Judy Takes Off                          |
|                |                                   |                                         |
| 59             | Dziadek i galaktyczni złodzieje   | Grandpa And The Galactic Golddigger     |
|                |                                   |                                         |
| 60             | Zwycięzca bierze wszystko         | Winner Takes All                        |
|                |                                   |                                         |
| 61             | Przypadkowy wzlot                 | The Wrong Stuff                         |
|                |                                   |                                         |
| 62             | Lustromorf                        | The Mirrormorph                         |
|                |                                   |                                         |
| 63             | Rodzice w zalotach                | The Cosmic Courtship Of George And Jane |
|                |                                   |                                         |
| 64             | Punkt o północy                   | High Moon                               |
|                |                                   |                                         |
| 65             | Magiczne okulary                  | Future Tense                            |
|                |                                   |                                         |
| SERIA TRZECIA  |                                   |                                         |
|                |                                   |                                         |
| 66             | Kradzież stulecia                 | Crime Games                             |
|                |                                   |                                         |
| 67             | ASTROnomiczny iloraz inteligencji | ASTROnomical I.Q.                       |
|                |                                   |                                         |
| 68             | 9 to 5 to 9                       | 9 to 5 to 9                             |
|                |                                   |                                         |
| 69             | Niewidzialny zazdrośnik           | Invisibly Yours, George                 |
|                |                                   |                                         |
| 70             | Nie tańcz ze mną tato             | Father/Daughter Dance                   |
|                |                                   |                                         |
| 71             | Moje zęby muszą odpocząć          | Clean As A Hounds Tooth                 |
|                |                                   |                                         |
| 72             | Weselne dzwony dla Rosie          | Wedding Bells For Rosie                 |
|                |                                   |                                         |
| 73             | Nietypowy strąk                   | The Odd Pod                             |
|                |                                   |                                         |
| 74             | O jednego George’a za dużo        | Two Many Georges                        |
|                |                                   |                                         |
| 75             | Zastępstwo                        | Spacely For A Day                       |